# Ван Делфт, Менно
Менно ван Делфт, ван Дельфт (нидерл. Menno van Delft, род. 1963, Амстердам, Нидерланды), — нидерландский дирижёр и исполнитель (клавикорд, клавесин, орган) старинной европейской музыки, специализирующийся на исполнении музыки барокко, рококо и раннего классицизма.

## Биография
Менно ван Делфт родился в 1963 году в Амстердаме, изучал игру на клавесине, органе и музыковедение в Консерватории им. Яна Питерсзона Свелинка в Амстердаме, в Королевской консерватории в Гааге и Утрехтском университете. Среди его преподавателей были известные профессора Густав Леонхардт, Боб ван Асперен, Пит Кее, Жак ван Оормерссен и Виллем Элдерс. В 1989 году стал финалистом международного конкурса имени К. Ф. Э. Баха в Гамбурге (ФРГ). Менно ван Делфт выступает с концертами и мастер-классами по всей Европе и в США. В 1992 году создал ансамбль «Das Zimmermannsche Coffee», специализирующийся на исполнении музыки барокко и рококо. Участвует в деятельности ансамбля «Teknon», исполняя партию клавикорда. Как исполнитель basso continuo Менно ван Делфт выступал с известными аутентичными ансамблями. Записал целый ряд произведений Иоганна Себастьяна Баха — шесть скрипичных сонат, Музыкальное приношение, «Искусство фуги», клавирные токкаты, а также принял участие в проекте записи полного собрания клавирных сочинений Яна Питерсзона Свелинка, которое получило в 2003 году премии «Эдисон» и «Deutsche Schallplatten KritikPreis». На постоянной основе участвует в работе фестиваля «Bachfesten der Neuen Bachgesellschaft».
Для исполнительской манеры музыканта свойственна виртуозность в сочетании с глубоким пониманием замысла автора и отказом от внешних эффектов:

"На сцену вышел высокий импозантный мужчина средних лет — Менно Ван Делфт. Вида совершенно не артистического, а, скорее, аристократично-делового (так сейчас стремятся выглядеть бизнесмены новой формации). Он сел за инструмент, как за стол переговоров, и новый клавесин наконец-то почувствовал на себе опытные руки!"

Менно ван Делфт преподает клавесин, клавикорд и basso continuo в консерватории Амстердама и в Высшей школе музыки и театра в Гамбурге. Музыкант часто выступает в России, в частности, принял участие в XIII фестивале «Международная неделя консерваторий» в Санкт-Петербурге в ноябре 2013 года.

## Внешние ссылки
- Официальный сайт Менно ван Делфта
- Видеозаписи выступления Менно ван Делфта на XIII фестивале "Международная неделя консерваторий" в Санкт-Петербурге в ноябре 2013 года